# فاليري كورتن
فاليري كورتن (بالإنجليزية: Valerie Curtin)‏ هي كاتبة سيناريو وممثلة أمريكية، ولدت في 31 مارس 1945 بنيويورك في الولايات المتحدة.

## أعمال

### أفلام
- (1976) كل رجال الرئيس[3]
- (1979) ...والعدالة للجميع

### مسلسلات
- أيام سعيدة

## ترشيحات
- جائزة الأوسكار لأفضل كتابة، عن عمل: ...والعدالة للجميع

## وصلات خارجية
- فاليري كورتن على موقع IMDb (الإنجليزية)
- فاليري كورتن على موقع ألو سيني (الفرنسية)
- فاليري كورتن على موقع أول موفي (الإنجليزية)
- فاليري كورتن على موقع قاعدة بيانات الأفلام السويدية (السويدية)
- فاليري كورتن على موقع إن إن دي بي (الإنجليزية)
- فاليري كورتن على موقع قاعدة بيانات الفيلم (الإنجليزية)
- فاليري كورتن على موقع كينوبويسك (الروسية)